# Amazilia chionogaster
Amazilia chionogaster е вид птица от семейство Колиброви (Trochilidae).

## Разпространение
Видът е разпространен в Аржентина, Боливия, Бразилия и Перу.